# Pseudoalcippe
Pseudoalcippe was een geslacht van zangvogels uit de familie Sylviidae dat voorkomt in Afrika. De soorten uit dit geslacht zijn verplaatst naar het geslacht Sylvia.

## Soorten
Het geslacht kende de volgende soorten:
- Pseudoalcippe abyssinica (Ethiopische monnikstimalia) nieuwe naam Afrikaanse grijskop (Sylvia abyssinica)
- Pseudoalcippe atriceps (rwenzorimonnikstimalia) nieuwe naam ruwenzorizwartkop (Sylvia atriceps)